# Robert DeLeo
Robert DeLeo (Montclair, 2 febbraio 1966) è un musicista statunitense, bassista della rock band Stone Temple Pilots.
Oltre alla sua attività di bassista degli Stone Temple Pilots, è membro dei gruppi Talk Show e Army of Anyone.
Suo fratello Dean DeLeo è il chitarrista degli Stone Temple Pilots.